# Pidigán
Pidigán es un municipio perteneciente a  la provincia de El Abra en la Región Administrativa de La Cordillera (RAC) situada al norte de la  República de Filipinas y de la isla de Luzón, en su interior.

## Geografía
Tiene una extensión superficial de 49.15 km² y según el censo del 2007, contaba con una población de 11.280 habitantes, 11.528 el día primero de mayo de 2010

### Ubicación
| Noroeste: Bangued     | Norte: Langiden            | Noreste: Langiden   |
| Oeste: San Quintín    |                            | Este: Bangued       |
| Suroeste: San Quintín | Sur: Nagbukel (Ilocos Sur) | Sureste: San Isidro |

### Barangayes
Pidigán se divide administrativamente en 15 barangayes, ocho de carácter rural y uno urbano, Pidigán Oeste.
| Barangay                 | Población (2007) | Población (2010) | Código (2012) |
| ------------------------ | ---------------- | ---------------- | ------------- |
| Alinaya                  | 892              | 996              | 140118001     |
| Arab                     | 471              | 456              | 140118002     |
| Garreta                  | 639              | 458              | 140118004     |
| Immuli                   | 585              | 557              | 140118005     |
| Laskig                   | 499              | 484              | 140118007     |
| Naguirayan               | 558              | 698              | 140118008     |
| Monggoc                  | 1,231            | 1 101            | 140118009     |
| Pamutic                  | 569              | 566              | 140118010     |
| Pangtud                  | 863              | 1 070            | 140118011     |
| Pidigán Este (Población) | 1,646            | 1 603            | 140118012     |
| Pindigan Oeste           | 1,162            | 1 228            | 140118013     |
| San Diego                | 449              | 442              | 140118014     |
| Sulbec                   | 657              | 675              | 140118016     |
| Suyo (Malidong)          | 653              | 625              | 140118018     |
| Yuyeng                   | 406              | 443              | 140118019     |